# 多自然麿
多 自然麿（おお の じねんまろ / しぜまろ / じぜまろ、生年不詳 - 仁和2年9月16日（886年10月16日））は、平安時代初期の雅楽家。姓は臣のち宿禰。多藤野麻呂の子。官位は外従五位下・甲斐守。

## 出自
神武天皇の子の神八井耳命の後裔と伝える多氏の家系。太安万侶や多入鹿を自然麿の祖先に充てる系図もあるが、太安万侶・入鹿とも朝臣姓であったことから、臣（のち宿禰）姓である自然麿がその直系の子孫であることは考えにくい。

## 経歴
雅楽と右舞を創始し、39年間にわたって雅楽の一者（いちのもの）の座を占め、今日まで宮中に伝わる神楽の形式を定める。
嘉祥元年（848年）右近衛将監を経て、貞観元年（859年）清和天皇の大嘗祭に伴って行われた叙位にて外従五位下に叙せられる。貞観5年（863年）臣姓から宿禰姓へ改姓する。貞観6年（864年）踏歌の節会に伴って行われた除目にて下総介に任ぜられている。その他、時期は不明ながら甲斐守を務めたという。
光孝朝の仁和2年（886年）9月16日卒去。

## 官歴
注記のないものは『日本三代実録』による。
- 嘉祥元年（848年） 日付不詳：右近衛将監[3]
- 時期不詳：正六位上
- 貞観元年（859年） 11月19日：外従五位下
- 貞観5年（863年） 9月5日：臣姓から宿禰姓へ改姓
- 貞観6年（864年） 正月16日：下総介
- 時期不詳：甲斐守[4]
- 仁和2年（886年） 9月16日：卒去[4]

## 系譜
「多氏系図」（『続群書類従』巻第165所収）による。
- 父：多藤野麻呂
- 母：不詳
- 生母不詳の子女
  - 男子：多春野（?-905）
  - 男子：多右野

子孫は現代に至るまで楽人の家として宮廷に仕え、数多の雅楽家を輩出した。その中には、多忠亮のようにクラシック音楽の世界で活躍した者や、多忠修のようにジャズの世界に進んだ者もいる。